# Lisa Hilton
Lisa Hilton (nacida en 1974) es una historiadora británica quien además es libretista y ha escrito ficción histórica, artículos para revistas y periódicos como Vogue y The Sunday Telegraph.  Con el pseudónimo L.S. Hilton, ha escrito los psicodramas de suspenso Maestra (2016), Domina (2017) y Última (2018).

## Vida personal
Lisa Hilton nació en 1974 en Liverpool, Inglaterra de padres profesores de inglés y francés, uno, y de sociología, el otro. Estudió inglés en el New College de Oxford,    y luego historia del arte en Francia e Italia.  Trabajó temporalmente como interina en la casa de subastas Christie's.  Hilton se ha casado tres veces. Con su marido Nicola Moro, un compositor italiano, tuvo una hija, Ottavia; el matrimonio no perduró.  

## Libros

### Athénais: la verdadera reina de Francia
Athénais: la verdadera reina de Francia (2002) es una biografía de la amante de Luis XIV, Françoise-Athénaïs, marquesa de Montespan. Una reseña de este libro establece paralelismos entre ella y Camilla Parker-Bowles, ex amante del rey Carlos III, y posteriormente su esposa y reina consorte del Reino Unido.

### El placer de la señora Peachum: La vida de Lavinia, duquesa de Bolton
El placer de Mistress Peachum (2006) es una biografía de la actriz del siglo XVIII Lavinia Fenton, duquesa de Bolton.

### Queens Consort: las reinas medievales de Inglaterra
Queens Consort (2010) narra las vidas de las reinas medievales de Inglaterra, desde Leonor de Aquitania hasta Isabel de York .

### La casa con contraventanas azules
La casa de las contraventanas azules (2010) es una novela ambientada en el sur de Francia durante la Segunda Guerra Mundial y la contemporaneidad.

### El horror del amor
The Horror of Love (2011) cuenta la historia de la relación de la novelista y socialité inglesa Nancy Mitford con Gaston Palieski. A diferencia de la mayoría de los biógrafos de Mitford, Hilton sostiene que esta relación es crucial para comprender a Nancy. El Evening Standard calificó el estilo de vulgar pero, por lo demás, el libro tiene "buen ritmo  y es informativo".  The Independent elogió el encanto al darle vida al mundo de Mitford.  El Daily Express consideró que era una buena historia, a pesar de varios errores menores.  También fue evaluado por Kirkus Reviews.

### Lobos en invierno
Lobos en invierno (2012) es una novela ambientada en la Italia de finales del siglo XV. La personaje central, Mura, es vendida como esclava a los 5 años y quien llega a la corte florentina . Red lo llamó "un libro ricamente detallado que nos fuerza a pasar páginas" y lo comparó con Philippa Gregory . 

### Isabel: Príncipe del Renacimiento - Una biografía
Elizabeth: Renaissance Prince (2014) ofrece nuevos perspectivas sobre una de las monarcas más importantes de Inglaterra. Emplea nuevas investigaciones en Francia, Italia, Rusia y Turquía para presentar una nueva interpretación de Isabel como una reina que se veía a sí misma principalmente como una princesa del Renacimiento, ofreciendo una perspectiva muy diferente sobre la vida emocional y sexual de Isabel, y sobre sus intentos de hacer de Inglaterra un estado europeo. Isabel I no fue una mujer excepcional sino una gobernante excepcional: Hilton reesbozó la historia inglesa con este retrato. Su biografía traza el dramático viaje de Isabel desde una tímida reina recién coronada hasta una de las monarcas más exitosas de Albión.  The Independent lo elogió como "un impresionante acto de equilibrio; aunque analiza eruditamente las ideas del Renacimiento y el realismo político isabelino, conserva toda la sensualidad que esperamos de los libros sobre los Tudor. ... Hilton es particularmente buena al describir cómo Elizabeth creó una imagen inmediatamente reconocible y luego la presentó a través de retratos ricos en alegorías.' 

### La reina robada
La reina robada (2015) es una novela histórica ambientada en 1199 en medio del telón de fondo de las grandes luchas políticas de la Europa medieval.

### Ficción publicada como L.S. Hilton
Como LS Hilton, es autora del thriller psicológico Maestra, el primero de una trilogía publicada por Bonnier Zaffre, GP Putnam's Sons y otras 42 editoriales de todo el mundo en 2016.  Sony Pictures adquirió los derechos cinematográficos de la novela antes de su publicación: en algún momento, Amy Pascal produciría la película. En junio de 2016, Hilton fue nombrada 'Escritor del año' de la revista Glamour por Maestra .  Domina,  la secuela de Maestra, fue publicada en abril de 2017. Ultima,  la conclusión de la trilogía, se publicó en abril de 2018.

## Libretista
Como libretista de ópera, Hilton ha escrito Love Hurts, con música de Nicola Moro. La ópera se estrenó en Milán en el Piccolo Teatro el 25 de junio de 2016, dirigida por James Ross,   y se estrenó en Estados Unidos en Nueva York, en Symphony Space, en octubre de 2016.

## Periodismo
Hilton ha escrito para The Spectator, The Times Literary Suplement, Literary Review, Vogue, Tatler, Elle, The Royal Academy Magazine, The Daily Beast, The Evening Standard, The Observer, The Independent y The Daily Telegraph . Ha escrito una columna mensual sobre restaurantes para la revista británica de asuntos culturales y políticos Standpoint .

### No ficción
- La verdadera reina de Francia: Atenas y Luis XIV (2002)
- El placer de la señora Peachum: La vida de Lavinia Fenton, duquesa de Bolton (2006)
- Queens Consort: Reinas medievales de Inglaterra (2008)
- El horror del amor (2011)
- Isabel: Príncipe del Renacimiento - Una biografía (2014)

### Ficción
- La casa de las contraventanas azules (2010)
- Lobos en invierno (2012)
- La reina robada (2015)

#### Como L.S. Hilton
- Maestra (2016)
- Dominación (2017)
- Última (2018)